# Elaphoglossum pseudoboryanum
Elaphoglossum pseudoboryanum là một loài thực vật có mạch trong họ Lomariopsidaceae. Loài này được Mickel mô tả khoa học đầu tiên năm 1985.